# Mokhungwana
Mokhungwana is een dorp in het district Central in Botswana. De plaats telt 260 inwoners (2011).